# Emil Schwabe
Carl Emil Schwabe (* 12. Juni 1856 in Ostrow bei Zielenzig, Provinz Brandenburg; † 1924 ebenda) war ein deutscher Genre- und Porträtmaler der Düsseldorfer Schule.

## Leben

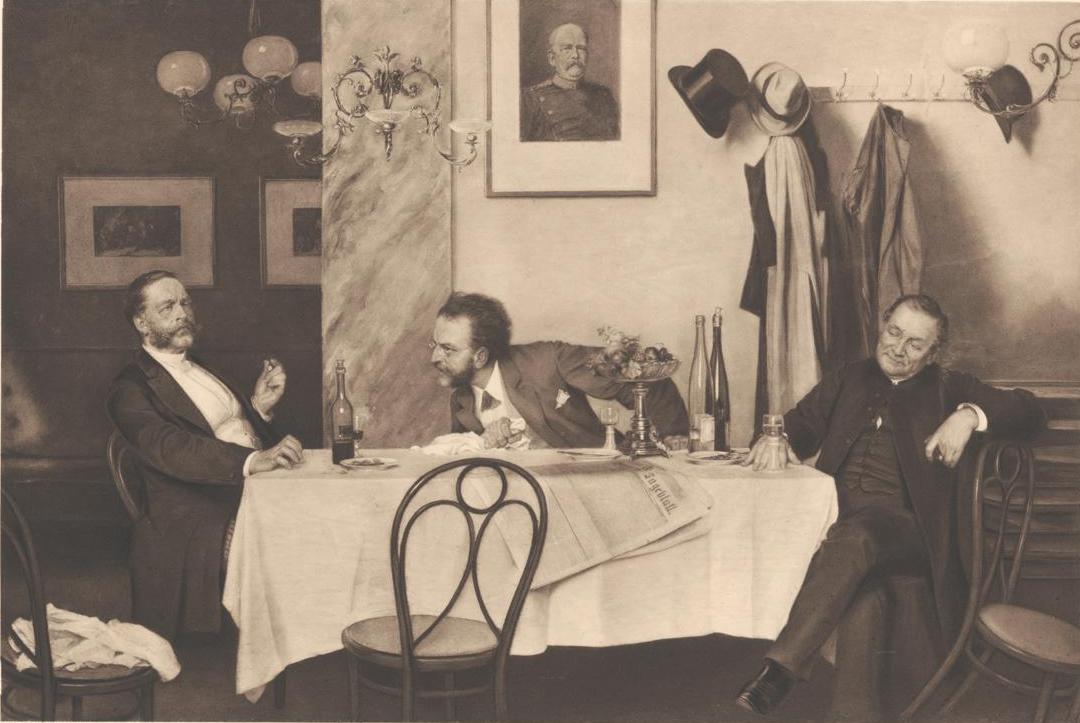
Ungelöste Fragen, Heliogravüre nach dem Original von 1887

Schwabe arbeitete bis zum 25. Lebensjahr als Buchdrucker. Erst in den Jahren 1880/1881 begann er ein Malereistudium an der Kunstakademie Düsseldorf. Dort wurde er Meisterschule von Wilhelm Sohn. Schon in dieser Zeit wandte er sich sozialen und politischen Themen zu. Bis 1891 unterrichteten ihn Hugo Crola, Heinrich Lauenstein, Peter Janssen d. Ä., Eduard Gebhardt, Adolf Schill und Wilhelm Sohn. Von 1890 bis 1998 war er Mitglied des Künstlervereins Malkasten. Für sein sozialkritisches Werk erhielt Schwabe auf der World’s Columbian Exposition in Chicago 1893 eine Auszeichnung. Im gleichen Jahr wurde er Mitglied der Zielenziger Freimaurerloge Stern St. Johann. 1898 verließ Schwabe Düsseldorf und ging nach Berlin.

## Werk (Auswahl)
- Auf dem Friedhof, 1886[6]

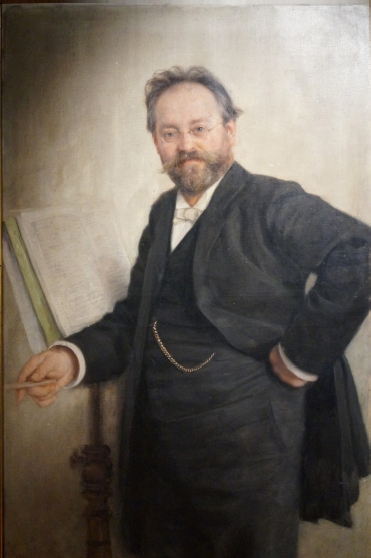
Porträt des Komponisten Josef Krug-Waldsee, 1910

- Porträt des Fürsten Alfred Konstantin zu Salm-Salm, 1886[7]
- Ungelöste Fragen, 1887, Museum Kunstpalast, Düsseldorf, Geschenk des Regierungsrats Hermann von Wätjen[8]
- Weihnachtsfreude, 1888
- Aus dem Schwarzwald, 1889
- Aus der kleinen Stadt, 1890
- Der Arbeiterausschuss, 1891[9][10]
- Kunst ohne Gunst, 1896
- Porträt des Komponisten Josef Krug-Waldsee, 1910[11]
- Märkische Frau
- Max und Moritz, Bleistiftstudie[12]